# 横浜市立下野谷小学校
横浜市立下野谷小学校（よこはましりつしたのやしょうがっこう）は、神奈川県横浜市鶴見区下野谷町2-49に所在する公立小学校。

## 沿革
- 1926年 (大正15年) 7月8日 - 鶴見町立下野谷尋常高等小学校 校舎竣工
- 1926年 (大正15年) 9月2日 - 鶴見町立潮田尋常高等小学校より分離し、鶴見町立下野谷尋常高等小学校として開校　児童数
- 1926年 (大正15年) 11月13日 - 開校式実施
- 1935年 (昭和10年) 11月13日 - 創立10周年記念式典
- 1940年 (昭和15年)  - 創立15周年記念式典
- 1941年 (昭和16年) 4月1日 - 国民学校令により、学校名を横浜市下野谷国民学校へ改称
- 1942年 (昭和17年)  - 700名が学童疎開
- 1945年 (昭和20年) 11月13日 - 朝鮮初級学院が校舎の一部に設置
- 1947年 (昭和22年) 
  - 4月1日 - 学校教育法施行に伴い、学校名を横浜市立下野谷小学校に改称
  - 5月5日 - 横浜市立潮田中学校が校舎の一部に創立
- 1949年 (昭和24年) 
  - 2月12日 - 潮田中学校の本校舎完成に伴い、下野谷小内に設けられていた分校が閉校
  - 4月1日 - 朝鮮学校閉鎖令によって朝鮮初級学院が同校の小野分校に改称
- 1954年 (昭和29年) - 汐入分校が開校
- 1955年 (昭和30年) 8月1日 - 校歌が制定
- 1958年 (昭和33年) 4月1日 - 汐入分校が横浜市立汐入小学校として分離開校
- 1962年 (昭和37年) 7月25日 - プールが完成
- 1964年 (昭和39年) 8月1日 - 特殊学級（現、特別支援学級）を設置
- 1967年 (昭和42年) 1月17日 - 旧体育館が完成
- 1973年 (昭和48年) 9月8日 - 校舎（旧校舎）落成式
- 1976年（昭和51年） - 創立50周年記念式典
- 1986年（昭和61年） - 創立60周年記念式典
- 1996年 (平成8年) - 創立70周年記念式典
- 2000年 (平成12年) 12月29日 - 新校舎完成
- 2001年 (平成13年) - 新校舎落成記念式典
- 2006年 (平成18年)  - 創立80周年記念式典
- 2016年 (平成28年)  - 創立90周年記念式典・祝賀会

## 周辺
- 鶴見小野駅
- 横浜市立横浜サイエンスフロンティア高等学校
- 横浜市医師会聖灯看護専門学校
- 横浜下野谷町郵便局